# Попов, Константин Дмитриевич
Константи́н Дми́триевич Попо́в (1849—1911) — писатель
, богослов.
Обучался в Киевской духовной академии, позднее стал в ней профессором по кафедре патристики. Являлся одним из членов-учредителей Киевского клуба русских националистов.

## Главные труды
- «Тертуллиан, его теории христианского знания и основные начала его богословия» (Киев, 1880, магист. диссертация);
- «Учение двенадцати апостолов. Новооткрытый памятник древней церковной литературы в переводе с греческого с введением и примечаниями» (Киев, 1885);
- «Вера и её отношение к христианскому знанию, по учению Климента Александрийского» (Киев, 1887);
- «Блаженный Диадох (V-го века), епископ Фотики древнего Эпира, и его творения. Том 1. Творения блаженного Диадоха» (Киев, 1903, докторская диссертация).